# Îles frisonnes septentrionales

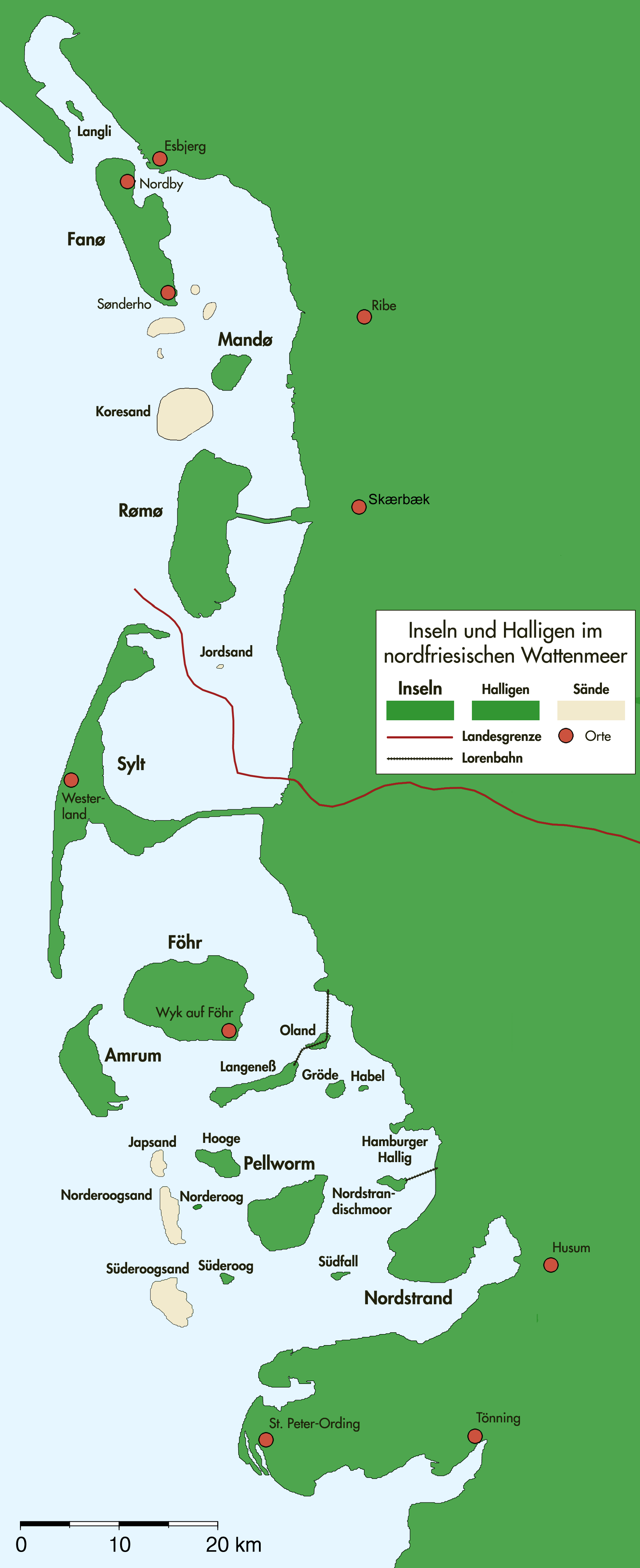
Carte des îles frisonnes septentrionales et des îles danoises associées

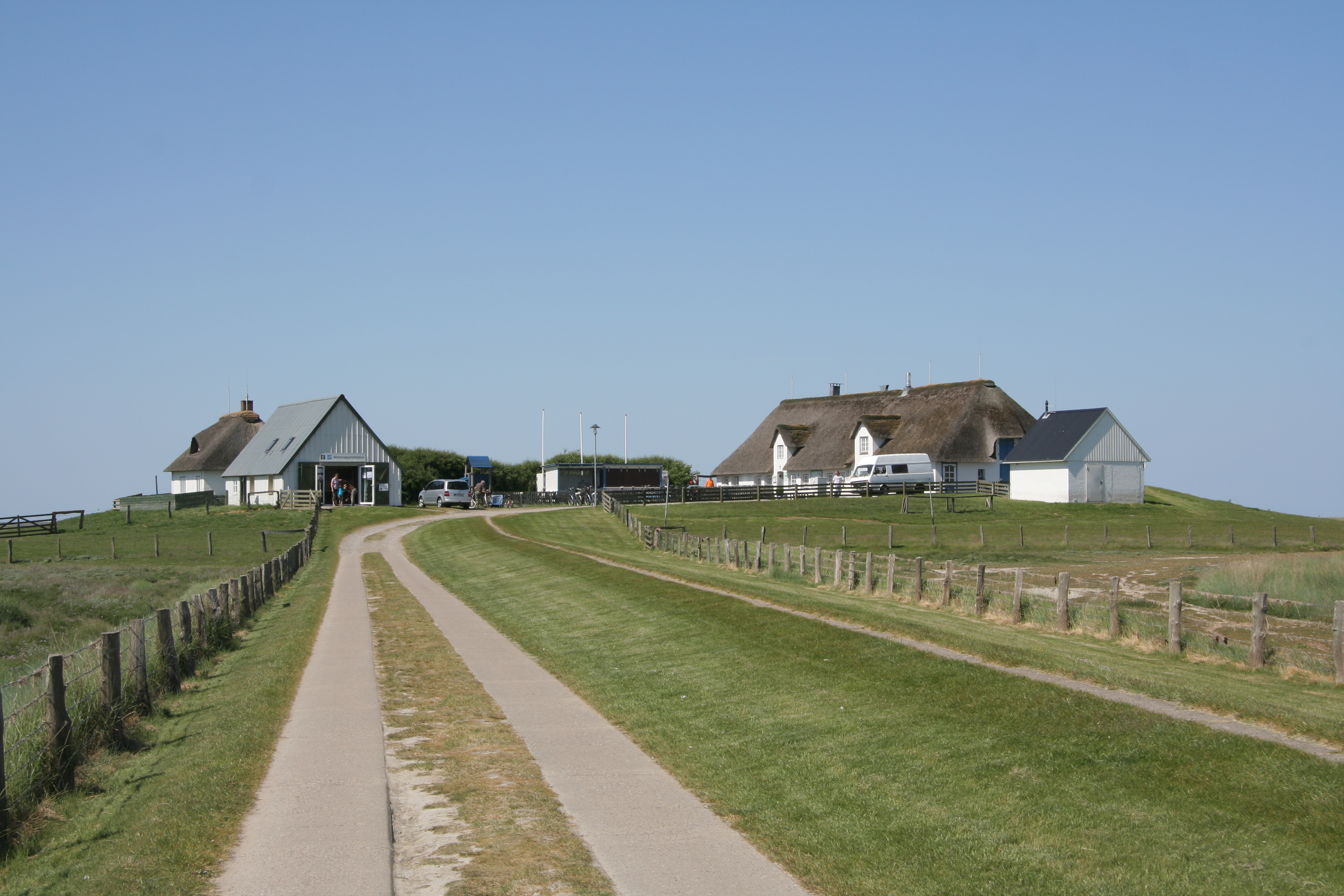
Hamburger Hallig

Les îles frisonnes septentrionales sont un groupe d'îles côtières des rivages orientaux de la mer du Nord, séparées du continent par la mer de Wadden.
Les îles danoises de la mer de Wadden sont situées au sud-ouest du Jutland et leur population frisonne a été, depuis des siècles, assimilée par les danois.
Les îles allemandes de la mer de Wadden se situent dans le prolongement sud des îles danoises, le long des côtes du Schleswig-Holstein, et font partie de la région traditionnelle de la Frise du Nord, partie allemande de la Frise. Elles font partie du Parc national de la mer de Wadden et du Schleswig-Holstein. Plus rarement, Heligoland, petit archipel allemand plus au large y est aussi inclus. Leur population frisonne a aussi été assimilée par les allemands, mais il reste des locuteurs du frison septentrional.

## Liste des îles
- Îles et Halligen danoises
  - Langli (Hallig)
  - Fanø (liaison par bac avec Esbjerg)
  - Mandø (ancienne Hallig, endiguée depuis 1937)
  - Koresand (banc de sable)
  - Rømø (digue avec liaison routière avec le continent; liaison par bac avec Sylt)
  - Jordsand (ancienne Hallig, submergée en 1999)

- Îles allemandes
  - Sylt (reliée au continent par la digue Hindenburgdamm supportant une voie ferrée recouverte à marée haute)
    - Uthörn (petite île secondaire de Sylt)

  - Föhr
  - Amrum
  - Pellworm
  - Nordstrand (devenue une presqu'île en 1987 à la suite de la construction d'une digue)
- Halligen allemandes
  - Oland (chemin de fer à voie étroite sur chaussée jusqu'au continent et à Langeneß)
  - Langeneß (chemin de fer à voie étroite sur chaussée jusqu'à Oland)
  - Gröde
  - Habel
  - Hamburger Hallig (digue avec liaison routière avec le continent)
  - Hooge
  - Nordstrandischmoor (chemin de fer à voie étroite sur chaussée jusqu'au continent.)
  - Norderoog
  - Süderoog
  - Südfall

- Bancs de sable
  - Japsand
  - Norderoogsand
  - Süderoogsand
  - Kniepsand
  - Jungnamensand